# Asprogia
Asprogia (griechisch Ασπρογιά, türkisch Aktepe) ist eine Gemeinde im Bezirk Paphos in der Republik Zypern. Bei der Volkszählung im Jahr 2021 hatte sie 56 Einwohner.

## Name
Der Name Asprogia bedeutet „weiße Erde“. Es gibt aber auch die Meinung, dass das Dorf früher Aspro Panagia hieß. 1958 nahmen die türkisch-zypriotischen Einwohner der Gemeinde den alternativen Namen Aktepe an, was „weißer Hügel“ bedeutet.

## Lage und Umgebung

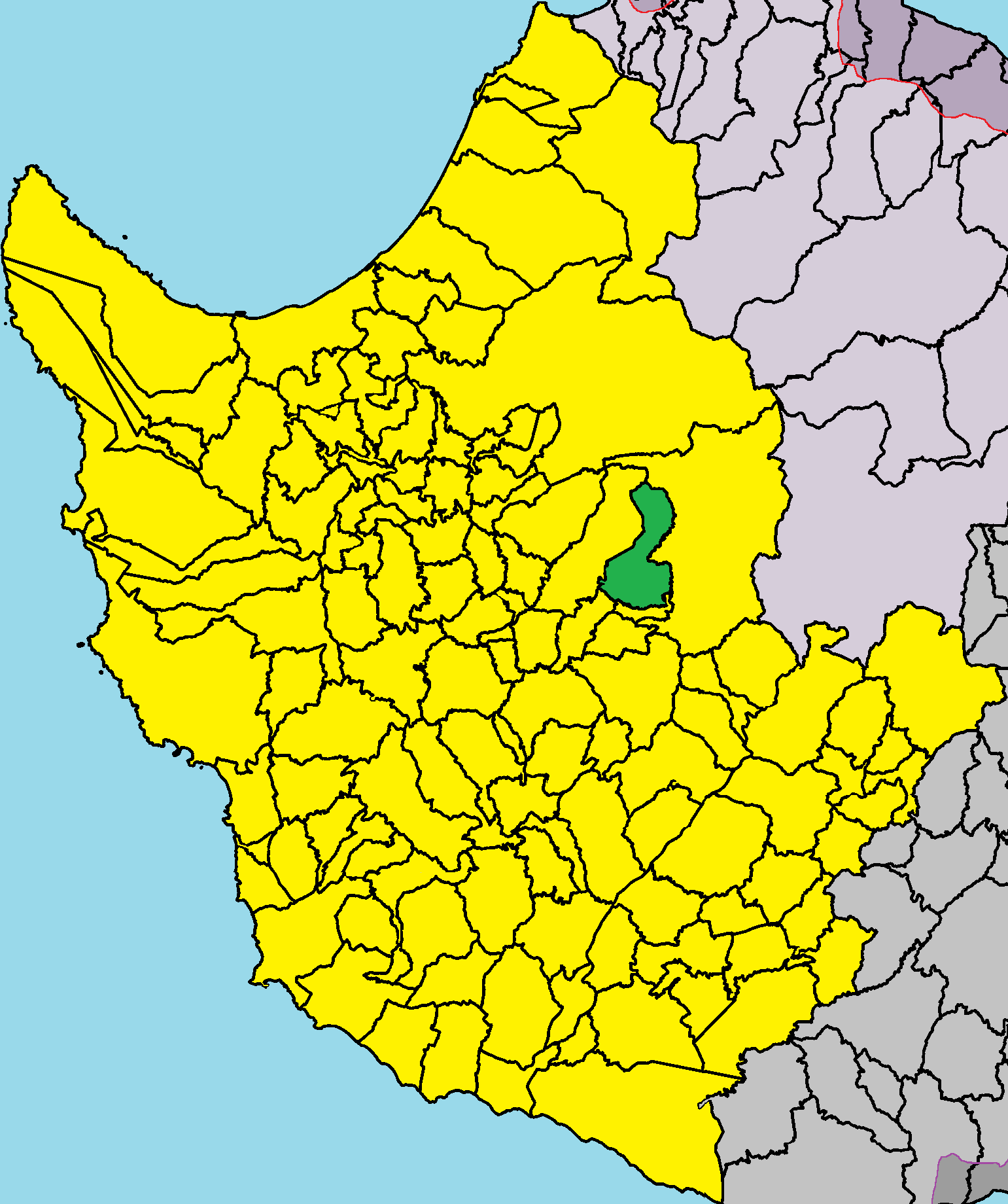
Lage im Bezirk Paphos

Asprogia liegt im Osten von dem Bezirk Paphos auf der Mittelmeerinsel Zypern auf einer Höhe von etwa 640 Metern, etwa 33 Kilometer nordöstlich von Paphos, 86 Kilometer nordwestlich von Limassol und etwa 123 Kilometer südwestlich von Nikosia. Das 11,5328 Quadratkilometer große Dorf grenzt im Osten und Norden an Pano Panagia, im Westen und Norden an Kritou Marottou, im Süden an Mamountali und im Südwesten an Kannaviou. Auf dem Gebiet der Gemeinde befindet sich der Kannaviou-Stausee. Das Dorf kann über die Straße E703 erreicht werden.

## Bevölkerungsentwicklung
Bis 1963/1964 war Asprogia eine gemischte Gemeinde, das heißt es wurde von Zyperngriechen und Zyperntürken bewohnt. Während der bikommunalen Unruhen der Jahre 1963 und 1964 verließen alle Zyperntürken der Gemeinde am 7. Februar 1964 die Gemeinde. Sie ließen sich in Anadiou, Kios und Lapithiou nieder, wo sie bis 1974 blieben. Nach der türkischen Invasion von 1974, zogen sie in den nördlichen Teil Zyperns. Der Umzug erfolgte in zwei Phasen. In der ersten Phase flohen viele Bewohner durch die Berge. In der zweiten Phase wurden die Einwohner am 1. September 1975 mit der Eskorte der UNFICYP verlegt. Sie ließen sich in Makrasyka, Lapta, Palekythro und Famagusta nieder.
Die Zyperngriechen blieben in Asprogia. Die Häuser der Zyperntürken wurden im Laufe der Zeit zu Ruinen. In den folgenden Jahrzehnten verließen viele Zyperngriechen die Gemeinde aufgrund von städtischen Unruhen.
Die folgende Tabelle zeigt die Bevölkerung der Gemeinde gemäß den in Zypern durchgeführten Volkszählungen.
| Jahr      | 1881 | 1891 | 1901 | 1911 | 1921 | 1931 | 1946 | 1960 | 1976 | 1982 | 1992 | 2001 | 2011 | 2021 |
| Einwohner | 239  | 116  | 136  | 171  | 188  | 203  | 249  | 250  | 128  | 75   | 62   | 53   | 60   | 56   |